# Cantón de Compiègne-Suroeste
El cantón de Compiègne-Suroeste era una división administrativa francesa, que estaba situada en el departamento de Oise y la región de Picardía.

## Geografía
Situado a la orilla derecha del río Oise, el cantón reunía cinco pequeñas comunas además de una fracción de la comuna de Compiègne. De entre esas comunas, sólo Venette y Jaux cuentan con poco más de 2.000 habitantes. Dos tercios de su superficie lo constituyen territorios agrícolas dedicados principalmente a la producción de cereales. Más al norte, el territorio se reparte entre zonas urbanizadas, zonas industriales, medios semi-naturales y bosques.

## Composición
El cantón estaba formado por cinco comunas, más una fracción de la comuna que le daba su nombre:
- Armancourt
- Compiègne (fracción)
- Jaux
- Jonquières
- Le Meux
- Venette

## Supresión del cantón de Compiègne-Suroeste
En aplicación del Decreto núm. 2014-196 de 20 de febrero de 2014, el cantón de Compiègne-Suroeste fue suprimido el 22 de marzo de 2015 y sus 6 comunas pasaron a formar parte; cinco del nuevo cantón de Compiègne-2 y la fracción de la comuna que le daba su nombre se unió con las demás fracciones para que, por medio de una reestructuración cantonal, fueran creados los nuevos cantones de Compiègne-1 y Compiègne-2.